# (9064) Johndavies
(9064) Johndavies est un astéroïde de la ceinture principale.

## Description
(9064) Johndavies est un astéroïde de la ceinture principale. Il fut découvert le 21 janvier 1993 à Kitt Peak par le projet Spacewatch. Il présente une orbite caractérisée par un demi-grand axe de 2,43 UA, une excentricité de 0,13 et une inclinaison de 8,1° par rapport à l'écliptique.

## Compléments